# 科琳·哈奇
科琳·哈奇（英語：Corinne Hatch，1985年—），本名布里塔尼·哈奇（英語：Brittany Hatch）；美國模特兒，來自美國喬治亞州的薩凡納市，是《全美超級模特兒新秀大賽》第八季五強。

## 比賽之前
科琳是一位酒保，居住於美國喬治亞州的薩凡納市。當她十四歲，她的母親帶她到紐約和帶她到幾間模特兒公司面試，但是那時的科琳對模特兒的工作並不感興趣。後來，她的朋友不斷鼓勵她做模特兒，而《全美超級模特兒新秀大賽》又公開招募參賽者，於是她嘗試參加這比賽，但是她並沒有看過任何一集《全美超級模特兒新秀大賽》。

## 比賽期間

### 哭個不停的女孩
她在節目中被拍出哭泣的形象，例如在「大變身」後，因為她的織髮問題使她哭個不停，更使一些室友不滿。碧妮在事後接受 Reality TV world訪問時，認為他們只是反映了她部份的性格。

### 消沈的女孩們（記憶問題）
她在17歲時因為撞車而導致嚴重腦震盪，造成短期記憶喪失。引致她在第八集，出現拍攝問題，總不能記住對白而頻頻吃螺絲的情況。在那一集，她也進入了「包尾二人」，她的記憶問題令評判們疑惑「她能否勝任封面女郎的廣告？可知道拍攝封面女郎廣告是十分重要的。」，幸好的是，評判認為科琳一直拍下一些十分漂亮的照片，雖然拍攝封面女郎的廣告是這場比賽最重要的一個項目，但是評判們也十分同情她自己本身的問題，最後希望她身為模特兒得要克服問題，所以她再這集未有被淘汰。

### 怪責計程車司機的女孩
後來，她在另一集因為和計程車司機失散而在街上大吵大鬧，幾經辛苦才能找回計程車司機。最後她知道自己遲到，不能控制自己的情緒，使她精神上崩潰了，還怪責計程車司機不等待她，導致她遲到了集合。泰雅認為她是一個好例子—那種拍出最出色的照片，但是真人不能打動設計師的人。
泰雅對科琳說：「雖然妳拍下出色的照片，但妳不能令任何一個設計師留下印象，假如沒有設計師聘請妳工作，妳永遠不能當模特兒。」最後她就在五強止步。

### 比賽成績
在第九集之前，她一直佔有上風，沒有進入包尾四人。
|    | 拍攝題材                | 扮演角色               | 入圍名次 | 附註                  |
| -- | ----------------------- | ---------------------- | -------- | --------------------- |
| 1  | 訓練營照／派對照        |                        | 9/13     |                       |
| 2  | 政治爭議                | 穿皮草者               | 2/13     |                       |
| 3  | 校園風雲                | 詮釋準畢業高中生的致詞 | 5/12     | 勝出小挑戰            |
| 4  | 糖衣女郎                | 香蕉雪糕               | 1/11     | 首名入圍 + 勝出小挑戰 |
| 5  | 兇案現場                | 浴室觸電死亡           | 3/10     |                       |
| 6  | 性別交換                | 戶外旅遊情侶           | 3/9      |                       |
| 7  | 四種心中個性            |                        | 4/8      |                       |
| 8  | 歷屆比賽事件            | 扮演三胞胎             | 3/7      |                       |
| 9  | CoverGirl 廣告—澳洲內陸 |                        | 5/6      | 包尾二人              |
| 11 | 感性泳裝照／性感泳裝照  |                        | 5/5      |                       |

## 比賽過後
科琳在myspace透露已經搬到紐約。 亦在CW closeup透露會繼續發展模特兒行業。她在七月尾亦成功跟Bloom model簽約，正式展開模特兒的職業生涯。
而未婚夫方面，攝影師John Zeuli在六月為科琳和科琳的未婚夫拍照。她亦在一個美國訪問透露她的未婚夫不會跟她搬到紐約，而是會留在喬治亞州照顧她的家和她的貓。

## 外部連結
- Brit's myspace
- Brit's album （页面存档备份，存于）